# Афера по-американски
«Афе́ра по-америка́нски» (англ. American Hustle) — американская криминальная чёрная комедия режиссёра Дэвида О. Расселла, премьера которой состоялась 13 декабря 2013 года. Дата релиза в российском прокате под эгидой дистрибьютора Top Film Distribution — 13 февраля 2014 года. Главные роли исполняют Кристиан Бейл, Эми Адамс, Брэдли Купер и Дженнифер Лоуренс.
Сценарий картины, в 2010 году включённый в знаменитый чёрный список лучших сценариев, написан на основе реальных событий — оперативного эксперимента ФБР под кодовым названием «Абскам», в результате которого перед судом предстали многие высокопоставленные политические деятели Америки.
Ещё до выхода в прокат критики окрестили фильм одним из ключевых претендентов на премию «Оскар», а на Голливудском кинофестивале он был отмечен сразу двумя призами — за лучшие костюмы и декорации года. На «Золотой глобус» лента была выдвинута в рекордных семи категориях, разделив триумф с исторической драмой «12 лет рабства»; три оказались победными. Ситуация повторилась с Британской киноакадемией, где фильм, как и «12 лет рабства», был представлен к десяти номинациям и награждён тремя статуэтками. На «Оскар» картина была также номинирована в десяти категориях, в числе которых и «Лучший фильм года».

## Сюжет
Действие фильма происходит в 1978 году. Кристиан Бейл играет зрелого лысеющего мошенника Ирвинга Розенфельда, который владеет сетью химчисток в Нью-Йорке (в частности, в Бронксе и на Манхэттене). Ирвинг также продаёт поддельные картины и выдаёт займы тем, кто не может обратиться в банк.
На одной из вечеринок Розенфельд встречает Сидни Проссер (Эми Адамс), бывшую стриптизёршу, которая приехала покорять Нью-Йорк. Ирвинг и Сидни испытывают взаимный интерес друг к другу на почве любви к творчеству Дюка Эллингтона. Ирвинг настолько увлекается Сидни, что предлагает ей работать вместе.
Сидни выдаёт себя за английскую аристократку леди Эдит Гринсли, которая якобы имеет связи в банковских кругах. Своим обаянием и шармом она очаровывает состоятельных клиентов, так что бизнес мошенников набирает обороты. Парочка снимает роскошный офис и регистрирует компанию London Associates.
Хотя Ирвинг любит Сидни, на самом деле он живёт на два дома. У него есть жена Розалин (Дженнифер Лоуренс) и приёмный сын Дэнни, которого он очень любит. Ирвинг не может уйти от Розалин, которая отказывается дать развод, играя на его отцовских чувствах и угрожая рассказать о преступной деятельности Ирвинга властям.
Однажды в офисе мошенников появляется некто «Ричи», который хочет взять кредит. «Ричи» оказывается агентом ФБР по имени Ричард Димацо (Брэдли Купер). Поймав Сидни на незаконной выдаче кредита, он шантажирует пару и предлагает им сделку со следствием — «сдать» четырёх крупных мошенников в обмен на свободу.
Сидни предлагает Ирвингу бежать за границу вместе с Дэнни, но тот не может на это решиться из-за семьи. Тогда Сидни объявляет любовнику, что закрутит роман с Ричи.
Ирвинг хочет провернуть аферу с выдачей кредитов от лица вымышленного арабского шейха, которого сыграет человек, найденный Димацо, однако один из потенциальных клиентов вдруг предлагает вовлечь шейха в гораздо более крупную сделку с участием мэра Камдена (Нью-Джерси) Кармайна Полито (Джереми Реннер). Тот мечтает о возрождении игорного бизнеса в Атлантик-Сити и создании новых рабочих мест, однако не может получить кредиты у банков. Ричи предлагает втянуть Полито в оперативный эксперимент и выйти с его помощью на гораздо более влиятельных коррумпированных политиков.
Ни Ирвингу, ни начальнику Ричи Стоддарду Томпсону (Луи Си Кей) эта затея не нравится, однако Сидни вместе с Ричи реализуют собственный план. Сидни знакомит Ричи с операционисткой в ФБР, которая соглашается перевести 2 миллиона долларов на счёт, с которого агент снимает деньги на подкуп мэра. Он представляет свой план генеральному прокурору США Энтони Амадо (Алессандро Нивола) и тот даёт добро на проведение операции.
Ирвинг и Ричи организуют встречу Полито с шейхом Абдуллой, которого играет агент ФБР, мексиканец Пако Эрнандес (Майкл Пенья), причём на встрече также присутствует криминальный босс Виктор Телледжо (Роберт Де Ниро), представляющий интересы Меира Лански. Телледжо говорит, что для начала сотрудничества шейх должен положить на указанный мафией счёт 10 миллионов долларов, а Полито должен добиться получения для шейха американского гражданства.
Тем временем Розалин закручивает роман с гангстером Питом Мусейном (Джек Хьюстон) и чуть было не срывает всю операцию, проговорившись, что её мужу звонили из налогового управления. Пит встречается с Ирвингом и Полито, запугивает Ирвинга и требует от него поскорее перевести деньги. Ирвинг устраивает скандал Розалин, в ходе которого она соглашается на развод.
После того, как Ричи через генерального прокурора добивается выделения 2 млн долларов на проведение операции, Полито организует ряд встреч с американскими политиками, которые берут взятки. Во время встречи Ричи, Ирвинга и Сидни с представителем Викора Телледжо Альфонсом Симоне (Пол Херман), тот даёт гарантии, что деньги будут потрачены на подкуп чиновников и другие не вполне законные действия, а агент перечисляет деньги на указанный адвокатом счёт.
Ирвинг отправляется к мэру Полито и признаётся ему в том, что всё это время вынужденно работал на ФБР, но предлагает план спасения. Как выясняется позже, речь идёт о смягчении тюремного срока для Полито в обмен на возврат денег ФБР. Выясняется, что адвокат мафии, с которым встречался Ричи, на самом деле был подставным лицом, а 2 млн долларов исчезли. На очной ставке Ирвинга и Сидни с Ричи в кабинете генерального прокурора пара мошенников утверждают, что ничего не знают о деньгах и даже утверждают, что всю схему мог провернуть сам Ричи. Агента тут же отстраняют от расследования.
Итогом аферы становится громкий процесс с участием влиятельных американских политиков, при этом имя жаждущего прославиться агента Димацо даже не упоминается. Розалин разводится с Ирвингом и начинает жить с Питом, отдав своего сына Дэнни бывшему мужу. Сидни выходит замуж за Ирвинга, они решают покончить с незаконными делами и открывают собственную картинную галерею.

## В главных ролях
- Кристиан Бейл — Ирвинг Розенфельд (прототип — Мелвин Уайнберг[англ.])[4]
- Эми Адамс — Сидни Проссер (прототип — Эвелин Найт[англ.])
- Брэдли Купер — агент ФБР Ричи Димацо (прототип — Энтони Аморосо-младший)
- Джереми Реннер — мэр Кармайн Полито (прототип — Анджело Эрричетти[англ.], реальный мэр Камдена, скончавшийся за полгода до выхода фильма в прокат)
- Дженнифер Лоуренс — Розалин Розенфельд (прототип — Синтия Мэри Уайнберг)

### В остальных ролях
- Луи Си Кей — директор ФБР Стоддард Торсен (прототип — Уильям Уэбстер)
- Джек Хьюстон — Пит Мусейн
- Майкл Пенья — Пако Эрнандес
- Элизабет Рём — Долли Полито
- Алессандро Нивола — генеральный прокурор США Энтони Амадо (прототип — Бенджамин Сивилетти)
- Шей Уигем — Карл Элвэй
- Коллин Кэмп — Брэнда
- Саид Тагмауи — шейх Ирвина
- Дон Оливьери — девушка
- Эрика Макдермотт — ассистентка Карла Элвэя
- Роберт Де Ниро — Виктор Телледжо (в титрах не указан)

## Создание
Сценарий ленты, озаглавленный вначале «Американское очковтирательство» (англ. American Bullshit), был написан Эриком Уорреном Сингером ещё в 2010 году, и попал в «Чёрный список» лучших сценариев фильмов, не запущенных на тот момент в производство. В январе 2011 года было объявлено, что к проекту присматривается Бен Аффлек, только что поставивший нашумевший триллер «Город воров». Позже Аффлек снял «Операция „Арго“», ставший его самым крупным триумфом, а режиссёрское кресло занял неоднократный номинант на премию «Оскар» Дэвид О. Расселл.
Приступив к работе, Расселл сменил рабочее название своей ленты на «Неизвестный проект Дэвида О. Расселла об Абскаме». В апреле проект обрёл окончательное название — англ. American Hustle, локализованное в России как «Афера по-американски».
Съёмки картины проходили с марта по май 2013 года в Бостоне и Нью-Йорке. В апреле съёмочный процесс был ненадолго остановлен из-за взрывов на Бостонском марафоне и последующего задержания Джохара Царнаева.

## Отзывы
«Афера по-американски» — это энергичный триумф. … Дэвид О. Рассел — абсолютный дикарь, который при этом отлично знает, как обращаться с актёрами. И для него лично, и для его фильмов есть два ключевых слова — бешеная энергетика.
Когда Дэвид О. Расселл, вскоре после «оскаровского» триумфа своей предыдущей работы, «Мой парень — псих» (Сборник лучиков надежды), объявил о предстоящих съёмках «плутовского кино» с участием своих любимых актёров, в американской кинопрессе сразу же заговорили об очередном грядущем успехе постановщика. Обозреватели оказались правы: организаторы Голливудского кинофестиваля ещё до официальной премьеры отметили ленту призами за костюмы и декорации, а на интернет-агрегаторе Rotten Tomatoes её рейтинг составляет 92 % «свежести», на основе 277 рецензий критиков, со средней оценкой 8 из 10.
- «Фильм с одним из лучших актёрских составов в этом году. Дерзкое, захватывающее и смешное кино» — Клаудия Пуиг, USA Today[10]
- «Головокружительный, необычайный в своей развлекательности» — Кеннет Туран, Los Angeles Times[10]
- «Дэвид О. Расселл вторгается на территорию Марти Скорсезе с мудрым остроумием Марка Твена и эксцентрикой, достойной Престона Стёрджеса» — Кирк Ханикатт, Honeycutt’s Hollywood (бывший штатный кинокритик The Hollywood Reporter)[10]

Весь актёрский состав был удостоен крайне тёплых отзывов, однако наибольшую похвалу снискала Дженнифер Лоуренс, создавшая образ острой на язык супруги героя Кристиана Бейла. Многолетний рецензент Rolling Stone Питер Трэверс подчеркнул, что эта роль, «вполне вероятно, принесёт Лоуренс новый „Оскар“». Особенно впечатлён Трэверс был исполнением Лоуренс рок-хита группы Wings Live and Let Die.
При подведении киноитогов 2013 года фильм вошёл в подавляющее большинство списков лучших фильмов года, в том числе по версии Американского института киноискусства, газеты New York Times (Энтони Скотт), журнала Time (Ричард Корлисс), бывшего журналиста Village Voice Джима Хобермана и многих других.

## Награды
| Награды и номинации                    | Награды и номинации                                          | Награды и номинации                                       | Награды и номинации | Награды и номинации |
| Награда                                | Категория                                                    | Номинант                                                  | Результат           |                     |
| -------------------------------------- | ------------------------------------------------------------ | --------------------------------------------------------- | ------------------- | ------------------- |
| Голливудский кинофестиваль             | «Лучшие костюмы»                                             | Майкл Уилкинсон                                           | Победа              |                     |
| Голливудский кинофестиваль             | «Лучшие декорации»                                           | Джуди Бекер                                               | Победа              |                     |
| Круг кинокритиков Нью-Йорка            | «Лучший фильм»                                               |                                                           | Победа              |                     |
| Круг кинокритиков Нью-Йорка            | «Лучшая женская роль второго плана»                          | Дженнифер Лоуренс                                         | Победа              |                     |
| Круг кинокритиков Нью-Йорка            | «Лучший сценарий»                                            | Дэвид Оуэн Расселл, Эрик Уоррен Сингер                    | Победа              |                     |
| Американский институт киноискусства    | «Один из 10 лучших фильмов года»                             |                                                           | Победа              |                     |
| «Спутник»                              | «Лучший фильм»                                               |                                                           | Номинация           |                     |
| «Спутник»                              | «Лучшая режиссёрская работа»                                 | Дэвид О. Расселл                                          | Номинация           |                     |
| «Спутник»                              | «Лучшая мужская роль»                                        | Кристиан Бейл                                             | Номинация           |                     |
| «Спутник»                              | «Лучшая женская роль»                                        | Эми Адамс                                                 | Номинация           |                     |
| «Спутник»                              | «Лучшая мужская роль второго плана»                          | Брэдли Купер                                              | Номинация           |                     |
| «Спутник»                              | «Лучшая женская роль второго плана»                          | Дженнифер Лоуренс                                         | Номинация           |                     |
| «Спутник»                              | «Лучший оригинальный сценарий»                               | Дэвид О. Расселл, Эрик Уоррен Сингер                      | Победа              |                     |
| «Спутник»                              | «Лучший монтаж»                                              | Алан Баумгартен, Джей Кэссиди, Криспин Струтерс           | Победа              |                     |
| «Золотой глобус»                       | «Лучший фильм — комедия или мюзикл»                          |                                                           | Победа              |                     |
| «Золотой глобус»                       | «Лучшая режиссёрская работа»                                 | Дэвид О. Расселл                                          | Номинация           |                     |
| «Золотой глобус»                       | «Лучшая мужская роль — комедия или мюзикл»                   | Кристиан Бейл                                             | Номинация           |                     |
| «Золотой глобус»                       | «Лучшая женская роль — комедия или мюзикл»                   | Эми Адамс                                                 | Победа              |                     |
| «Золотой глобус»                       | «Лучшая мужская роль второго плана»                          | Брэдли Купер                                              | Номинация           |                     |
| «Золотой глобус»                       | «Лучшая женская роль второго плана»                          | Дженнифер Лоуренс                                         | Победа              |                     |
| «Золотой глобус»                       | «Лучший сценарий»                                            | Дэвид О. Расселл, Эрик Уоррен Сингер                      | Номинация           |                     |
| Круг онлайн-кинокритиков Нью-Йорка     | «Лучший актёрский состав»                                    |                                                           | Победа              |                     |
| Ассоциация кинокритиков Сан-Диего      | «Лучший актёрский состав»                                    |                                                           | Победа              |                     |
| Ассоциация кинокритиков Детройта       | «Лучший актёрский состав»                                    |                                                           | Победа              |                     |
| Круг кинокритиков Сан-Франциско        | «Лучшая актриса второго плана»                               | Дженнифер Лоуренс                                         | Победа              |                     |
| Круг кинокритиков Сан-Франциско        | «Лучший оригинальный сценарий»                               | Дэвид О. Расселл, Эрик Уоррен Сингер                      | Победа              |                     |
| Ассоциация кинокритиков Торонто        | «Лучшая актриса второго плана»                               | Дженнифер Лоуренс                                         | Победа              |                     |
| «Выбор критиков»                       | «Лучший фильм»                                               |                                                           | Номинация           |                     |
| «Выбор критиков»                       | «Лучшая комедия»                                             |                                                           | Победа              |                     |
| «Выбор критиков»                       | «Лучший режиссёр»                                            | Дэвид О. Расселл                                          | Номинация           |                     |
| «Выбор критиков»                       | «Лучший актёр»                                               | Кристиан Бейл                                             | Номинация           |                     |
| «Выбор критиков»                       | «Лучший актёр в комедии»                                     | Кристиан Бейл                                             | Номинация           |                     |
| «Выбор критиков»                       | «Лучшая актриса в комедии»                                   | Эми Адамс                                                 | Победа              |                     |
| «Выбор критиков»                       | «Лучший актёр второго плана»                                 | Брэдли Купер                                              | Номинация           |                     |
| «Выбор критиков»                       | «Лучшая актриса второго плана»                               | Дженнифер Лоуренс                                         | Номинация           |                     |
| «Выбор критиков»                       | «Лучший актёрский состав»                                    |                                                           | Победа              |                     |
| «Выбор критиков»                       | «Лучший оригинальный сценарий»                               | Дэвид О. Расселл, Эрик Уоррен Сингер                      | Номинация           |                     |
| «Выбор критиков»                       | «Лучший грим и укладка волос»                                |                                                           | Победа              |                     |
| «Выбор критиков»                       | «Лучший дизайн костюмов»                                     | Майкл Уилкинсон                                           | Номинация           |                     |
| «Выбор критиков»                       | «Лучший монтаж»                                              | Алан Баумгартен, Джей Кэссиди, Криспин Струтерс           | Номинация           |                     |
| Общество кинокритиков Финикса          | «Лучший актёрский состав»                                    |                                                           | Победа              |                     |
| Общество кинокритиков Невады           | «Лучшая актриса второго плана»                               | Дженнифер Лоуренс                                         | Победа              |                     |
| Премия Гильдии режиссёров США          | «Лучшая режиссёрская работа»                                 | Дэвид О. Расселл                                          | Номинация           |                     |
| Премия Гильдии киноактёров США         | «Лучшая женская роль второго плана»                          | Дженнифер Лоуренс                                         | Номинация           |                     |
| Премия Гильдии киноактёров США         | «Лучший актёрский состав»                                    |                                                           | Победа              |                     |
| Премия Гильдии продюсеров США          | «Лучший фильм»                                               | Чарльз Ровен, Ричард Сакл, Меган Эллисон, Джонатан Гордон | Номинация           |                     |
| Премия Гильдии сценаристов США         | «Лучший оригинальный сценарий»                               | Эрик Уоррен Сингер, Дэвид О. Расселл                      | Номинация           |                     |
| Национальное общество кинокритиков США | «Лучшая актриса второго плана»                               | Дженнифер Лоуренс                                         | Победа              |                     |
| BAFTA                                  | «Лучший фильм»                                               | Чарльз Ровен, Ричард Сакл, Меган Эллисон, Джонатан Гордон | Номинация           |                     |
| BAFTA                                  | «Лучший режиссёр»                                            | Дэвид О. Расселл                                          | Номинация           |                     |
| BAFTA                                  | «Лучшая мужская роль»                                        | Кристиан Бейл                                             | Номинация           |                     |
| BAFTA                                  | «Лучшая женская роль»                                        | Эми Адамс                                                 | Номинация           |                     |
| BAFTA                                  | «Лучшая мужская роль второго плана»                          | Брэдли Купер                                              | Номинация           |                     |
| BAFTA                                  | «Лучшая женская роль второго плана»                          | Дженнифер Лоуренс                                         | Победа              |                     |
| BAFTA                                  | «Лучший оригинальный сценарий»                               | Эрик Уоррен Сингер, Дэвид О. Расселл                      | Победа              |                     |
| BAFTA                                  | «Лучший дизайн костюмов»                                     | Майкл Уилкинсон                                           | Номинация           |                     |
| BAFTA                                  | «Лучшая работа художника-постановщика»                       | Джуди Беккер, Хэзер Лоффлер                               | Номинация           |                     |
| BAFTA                                  | «Лучший грим и укладка волос»                                | Эвелин Нораз, Лори Маккой-Белл                            | Победа              |                     |
| Премия Гильдии костюмеров США          | «Лучший дизайн костюмов в историческом фильме»               | Майкл Уилкинсон                                           | Номинация           |                     |
| Премия Гильдии декораторов США         | «Лучшая работа художника-постановщика в историческом фильме» | Джуди Беккер                                              | Номинация           |                     |
| Круг кинокритиков Ванкувера            | «Лучшая актриса второго плана»                               | Дженнифер Лоуренс                                         | Победа              |                     |
| «Оскар»                                | «Лучший фильм»                                               | Чарльз Ровен, Ричард Сакл, Меган Эллисон, Джонатан Гордон | Номинация           |                     |
| «Оскар»                                | «Лучший режиссёр»                                            | Дэвид О. Расселл                                          | Номинация           |                     |
| «Оскар»                                | «Лучшая мужская роль»                                        | Кристиан Бейл                                             | Номинация           |                     |
| «Оскар»                                | «Лучшая женская роль»                                        | Эми Адамс                                                 | Номинация           |                     |
| «Оскар»                                | «Лучшая мужская роль второго плана»                          | Брэдли Купер                                              | Номинация           |                     |
| «Оскар»                                | «Лучшая женская роль второго плана»                          | Дженнифер Лоуренс                                         | Номинация           |                     |
| «Оскар»                                | «Лучший оригинальный сценарий»                               | Эрик Уоррен Сингер, Дэвид О. Расселл                      | Номинация           |                     |
| «Оскар»                                | «Лучший монтаж»                                              | Алан Баумгартен, Джей Кэссиди, Криспин Струтерс           | Номинация           |                     |
| «Оскар»                                | «Лучший дизайн костюмов»                                     | Майкл Уилкинсон                                           | Номинация           |                     |
| «Оскар»                                | «Лучшая работа художника-постановщика»                       | Джуди Беккер, Хизер Лёффлер                               | Номинация           |                     |
| «Империя»                              | «Лучшая женская роль»                                        | Эми Адамс                                                 | Номинация           |                     |
| «Империя»                              | «Лучшая женская роль второго плана»                          | Дженнифер Лоуренс                                         | Номинация           |                     |